# Eucharis
Eucharis es un género de plantas herbáceas, perennes y bulbosas perteneciente a la familia de las amarilidáceas y popularmente conocidas como «lirios del amazonas». El género incluye diecisiete especies originarias de América Central y Sudamérica, desde el sur de México hasta Bolivia.

## Descripción
Es un género de plantas bulbosas, de hojas amplias (20-55 cm de largo por 10-20 cm de ancho), pecioladas. Los bulbos tienen de 2 a 6 cm de diámetro.
Presenta flores actinomorfas, hermafroditas, blancas y muy vistosas, que recuerdan a las flores del narciso. Las flores se disponen en grupos de tres a diez integrantes en umbelas en la extremidad de un escapo desprovisto de hojas y erecto de 40 a 80 cm de altura. El perigonio está compuesto de seis tépalos, soldados en su parte inferior, donde forman un tubo largo y cilíndrico, los segmentos son extendidos. El androceo tiene seis estambres, más cortos que los tépalos, con filamentos filiformes y anteras lineares, basi o dorsifijas. Los granos de polen presentan forma de bote, son elípticos y monosulcados, con simetría bilateral.
El paraperigonio (también denominado taza central o corona) es acampanado, unido a los estambres, bidentado entre ellos. El ovario es ínfero, con tres lóculos pluriovulados. El estilo es filiforme y el estigma presenta tres lóbulos en su extremo apical. El fruto es una cápsula dehiscente. Las semillas son turgentes, cubiertas por una testa lustrosa, usualmente de color negro.

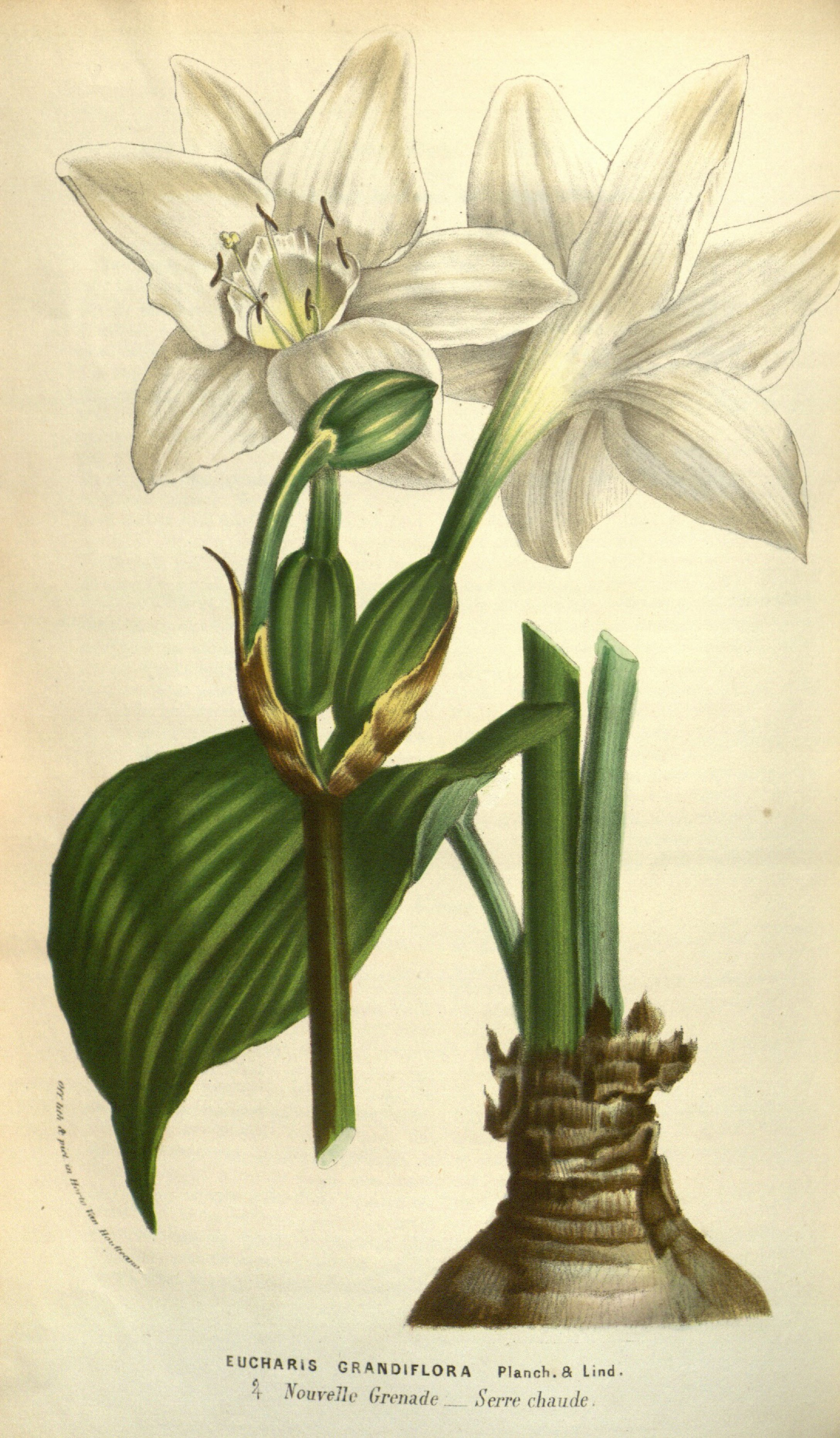
Imagen de Eucharis × grandiflora, detalle de la hoja, el bulbo y la inflorescencia.

## Ecología
Las especies de Eucharis presentan una distribución neotropical, restringida a los sotobosques de las selvas lluviosas desde Panamá hasta Bolivia. La mayoría de las especies se distribuyen en la cuenca amazónica occidental (incluyendo los sistemas tributarios de los ríos  Napo, Pastaza y  Huallaga) y en las laderas adyacentes más bajas de la cordillera oriental de los Andes septentrionales.

## Etimología
El nombre «Eucharis» fue acuñado por los botánicos Jules Emile Planchon y Jean Jules Linden en 1853 y proviene del griego, «eu», que significa verdadero y «kharis», gracia, en referencia a la belleza de sus flores.

## Evolución y filogenia
Eucharis está estrechamente relacionado con los géneros Caliphruria y Urceolina, todos géneros neotropicales, altamente adaptados a las condiciones ecológicas reinantes en el sotobosque de los bosques lluviosos, debajo de los 2000 m s. n. m. Los miembros de este grupo presentan flores blancas y hojas pecioladas, y forman un clado monofilético sobre la base de las características de las hojas, la morfología de las semillas y la especialización ecológica. La morfología polínica de los tres géneros permite suponer que el tipo más ancestral es Eucharis y que los otros dos géneros son derivados. Todas las especies de estos géneros son raras en la naturaleza y muchas se hallan amenazadas de extinción.
El número cromosómico básico de Eucharis es x=46, existiendo tanto especies diploides como tetraploides. Las especies tetraploides son Eucharis bonplandii, conocida solo en unas pocas localidades del centro de Colombia y Eucharis bouchei, con una distribución restringida a América Central. Ambas especies representan el límite septentrional de la distribución del género. Son taxones hermanos monofiléticos formados por un conjunto de poblaciones geográficamente aisladas que se hallan en un activo proceso de diversificación morfológica y que constituyen los relictos de un complejo poliploide antiguamente mucho más distribuido.

## Taxonomía
En Eucharis se reconocen 17 especies y dos híbridos naturales distribuidos en dos subgéneros:
- Subgénero Eucharis, caracterizado por sus flores campanuladas o crateriformes, el tubo del perianto curvado, el androceo pigmentado y las papilas estigmátcias unicelualres. Las especies de este subgénero se distribuyen desde Guatemala a Bolivia, en el Amazonas occidental y las laderas adyacentes del este de Los Andes.

- Subgénero Heterocharis, constituido por tres especies y dos híbridos naturales con muchas de las características ancestrales del género.

### Especies

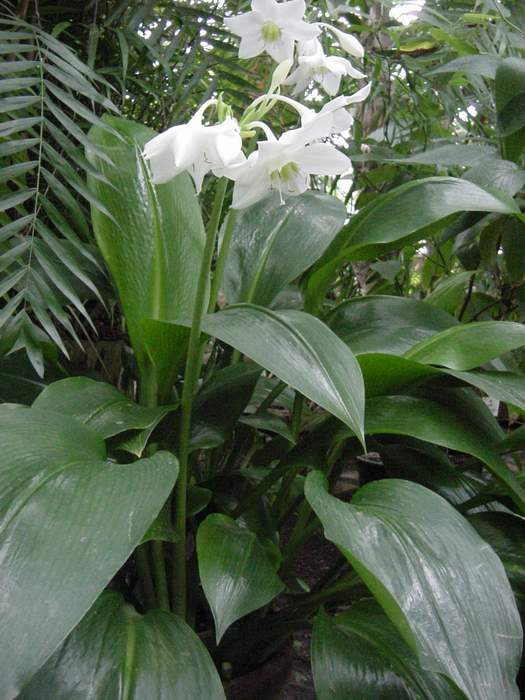
Eucharis amazonica se cultiva en varias partes del mundo como planta ornamental.

Las especies del género se listan a continuación. Para cada una de ellas se indica el nombre binomial seguido del autor, abreviado según las convenciones y usos, la publicación válida, y su distribución geográfica.
- Eucharis amazonica Linden ex Planch., J. Gén. Hort. 12: 1216 (1857). Distribuida en el norte del Perú, ampliamente cultivada en muchos otros lugares del mundo.[12]
- Eucharis astrophiala (Ravenna) Ravenna, Phytologia 57: 95 (1985). Centro y norte de Ecuador.
- Eucharis bakeriana N.E.Br., Gard. Chron., III, 7: 416 (1890). Perú (San Martín).
- Eucharis bonplandii (Kunth) Traub, Pl. Life 7: 40 (1951). Oeste de Colombia.
- Eucharis bouchei Woodson & P.H.Allen, Ann. Missouri Bot. Gard. 24: 181 (1937). América Central. 
  - Eucharis bouchei var. bouchei. América Central.
  - Eucharis bouchei var. darienensis Meerow, Ann. Missouri Bot. Gard. 76: 187 (1989). América Central.
  - Eucharis bouchei var. dressleri Meerow, Ann. Missouri Bot. Gard. 76: 187 (1989). Panamá.
- Eucharis candida Planch. & Linden, Cat. Gén. 8: 3 (1853). Sudeste de Colombia al norte de Perú.
- Eucharis castelnaeana (Baill.) J.F.Macbr., Publ. Field Mus. Nat. Hist., Bot. Ser. 11: 47 (1931). Oeste de América del Sur al norte de Brasil.
- Eucharis caucana Meerow, Ann. Missouri Bot. Gard. 76: 191 (1989). Oeste de Colombia.
- Eucharis corynandra (Ravenna) Ravenna, Phytologia 57: 95 (1985). Perú.
- Eucharis cyaneosperma Meerow, Sida 12: 39 (1987). Perú a Bolivia y norte de Brasil.
- Eucharis formosa Meerow, Sida 12: 42 (1987). Oeste de América del Sur.
- Eucharis × grandiflora Planch. & Linden, Fl. Serres Jard. Eur. 9: 255 (1854). Es el resultado del cruzamiento natural entre E. moorei × E. sanderi. Se distribuye en el oeste de Colombia al oeste de Ecuador. Es otra de las especies del género ampliamente cultivada en muchos lugares del mundo.
- Eucharis lehmannii Regel, Gartenflora 38: 313 (1889). Colombia (Cauca).
- Eucharis moorei (Baker) Meerow, Sida 12: 35 (1987). Ecuador al norte del Perú.
- Eucharis oxyandra (Ravenna) Ravenna, Phytologia 57: 95 (1985). Perú.
- Eucharis plicata Meerow, Brittonia 36: 18 (1984). Perú a Bolivia. 
  - Eucharis plicata subsp. brevidentata Meerow, Ann. Missouri Bot. Gard. 76: 200 (1989). Perú a Bolivia.
  - Eucharis plicata subsp. plicata. Norte del Perú.
- Eucharis sanderi Baker, Bot. Mag. 109: t. 6676 (1883). Oeste de Colombia.
- Eucharis ulei Kraenzl., Bot. Jahrb. Syst. 50(111): 4 (1913). Oeste de América del Sur al norte de Brasil.

## Importancia económica y cultural

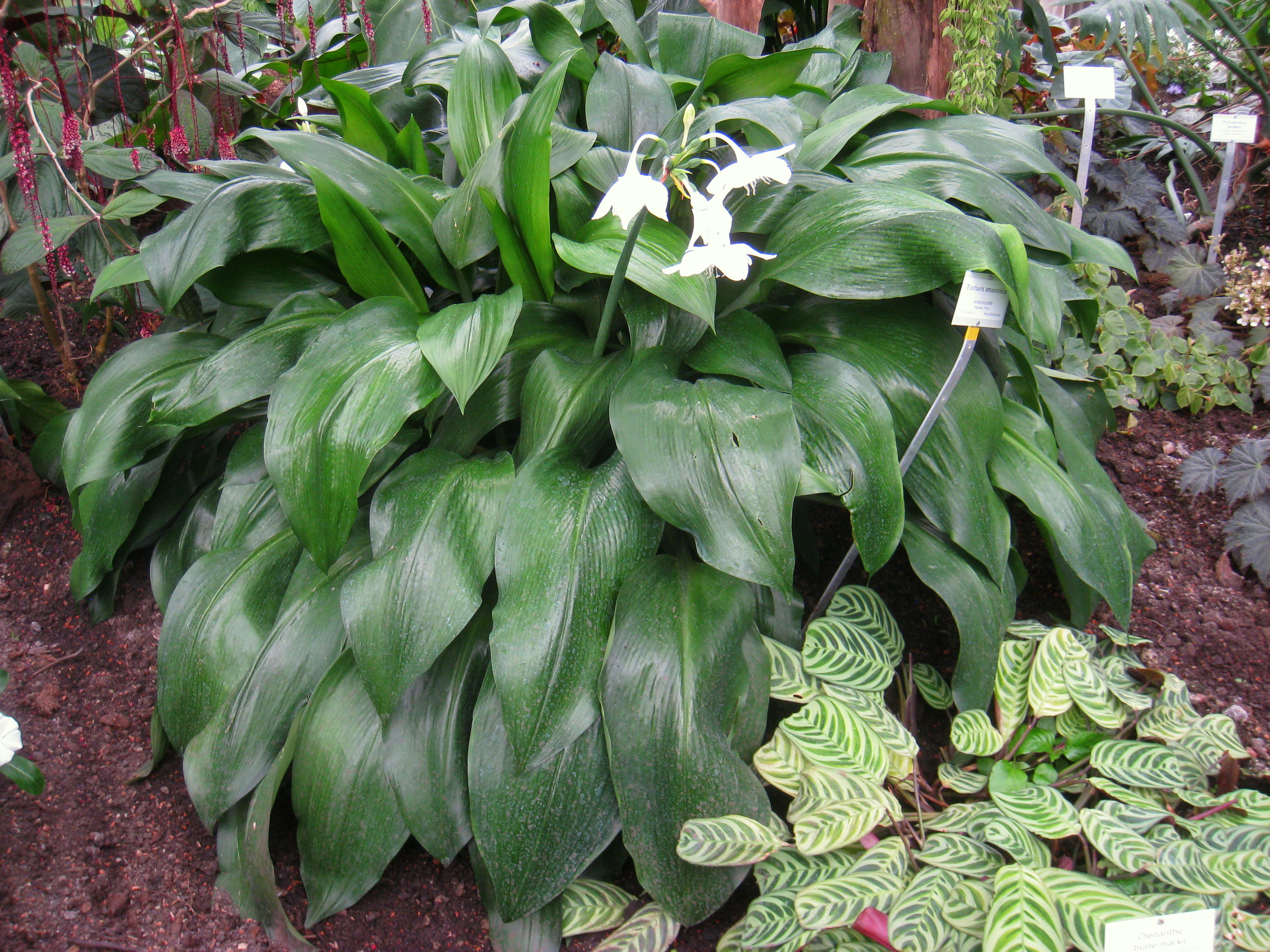
El atractivo follaje verde oscuro de Eucharis amazonica realza su valor ornamental.

Eucharis amazonica y el híbrido Eucharis × grandiflora son las dos especies más conocidas y las más cultivadas.
Requieren de una temperatura de 18 a 20 °C durante la noche y hasta los 25 °C durante el día. Durante el verano el crecimiento se ve estimulado si se trasplantan. Son perennifolios, por lo que no necesitan de períodos de reposo prolongados durante el año. No obstante, la floración se estimula si durante el invierno se mantiene a las plantas sin riego. Necesitan de un buen suelo con gran cantidad de arena para mantenerlo suelto y deben tener una abundante disponibilidad de agua. Los lirios del amazonas florecen mejor bajo condiciones de hacinamiento, ya sea en una maceta o en grupos grandes al aire libre, por lo que es preferible no realizar trasplantes hasta después de varios años de crecimiento.
Ambas especies se cultivan para la producción de flor cortada. Mediante la manipulación de la temperatura del ambiente se pueden obtener hasta cuatro floraciones por año. Para multiplicar de un modo masivo las plantas más rápidamente y obtener cultivos más uniformes se han propuesto técnicas de propagación in vitro. En algunos países —como por ejemplo Japón— el cultivo comercial de los lirios amazónicos para flor cortada se puede ver obstaculizado por la presencia de algunas enfermedades virales.
Eucharis grandiflora es considerada como planta medicinal en la Amazonía de Colombia y se usa en el tratamiento de enfermedades del corazón, por otra parte, en las tierras bajas del Ecuador se utiliza para tratar afecciones en la piel como ronchas, picaduras de mosquitos y mordeduras de culebras. De hecho, varios alcaloides se han aislado de diferentes especies de Eucharis, algunos de ellos con una importante actividad biológica, como es el caso de la galantamina, un inhibidor selectivo, competitivo y reversible de la acetilcolinesterasa, que se utiliza para el tratamiento de pacientes con demencia tipo Alzheimer.